# Hyponectriaceae
Hyponectriaceae is een familie van schimmels uit de orde Xylariales. Het typegeslacht is Hyponectria.

## Taxonomie
De taxonomische indeling van de Hyponectriaceae is als volgt:
Familie: Fasciatisporaceae
- Geslacht Apiothyrium
- Geslacht Arecomyces
- Geslacht Arwidssonia
- Geslacht Cesatiella
- Geslacht Chamaeascus
- Geslacht Charonectria
- Geslacht Discosphaerina
- Geslacht Exarmidium
- Geslacht Frondicola
- Geslacht Hyponectria
- Geslacht Lichenoverruculina
- Geslacht Micronectria
- Geslacht Papilionovela
- Geslacht Pellucida
- Geslacht Phragmitensis
- Geslacht Physalospora'
- Geslacht Rhachidicola
- Geslacht Xenothecium